# Николај Лоски
Николај Онуфријевич Лоски (рођен 6. децембар 1870 — Париз, 24. јануар 1965), руски филозоф; синтетизује Лајбницову монадолошку метафизику и Бергсонов интуиционизам.

## Одабрана дела
- Заснивање интуиционизма (1906);
- Чулна, интелектуална u мистична интуиција (1938),
- Историја руске филозофије (1951).